# Nuevo Progreso, Alvarado
Nuevo Progreso är en ort i Mexiko.   Den ligger i kommunen Alvarado och delstaten Veracruz, i den sydöstra delen av landet, 400 km öster om huvudstaden Mexico City. Nuevo Progreso ligger 8 meter över havet och antalet invånare är 136.
Terrängen runt Nuevo Progreso är platt. Runt Nuevo Progreso är det ganska tätbefolkat, med 93 invånare per kvadratkilometer. Närmaste större samhälle är Lerdo de Tejada, 5,1 km sydost om Nuevo Progreso. Omgivningarna runt Nuevo Progreso är en mosaik av jordbruksmark och naturlig växtlighet.